# حسام الدين عفانة
حسام الدين موسى عفانة فقيه ومفتي ومُصلح وكاتب فلسطيني، وأستاذ الفقه والأصول في جامعة القدس، وصاحب سلسلة يسألونك الفقهية، والمشرف العام على شبكة يسألونك، ولد في بلدة أبوديس البوابة الشرقية لمدينة القدس المحتلة في 16 ذو الحجة 1374هـ الموافق 5 آب 1955 م. له عشرات الكتب والمؤلفات الفقهية.

## التعليم
في عام 1978م حصل على البكالوريوس في الشريعة الإسلامية، بتقدير جيد جداً مع مرتبة الشرف من كلية الشريعة في الجامعة الإسلامية - المدينة المنورة.
ثم في عام 1982م على شهادة الماجستيرفي الفقه والأصول، بتقدير جيد جداً، من كلية الشريعة في جامعة أم القرى.
ثم درجة الدكتوراه في الفقه والأصول، بتقدير جيد جداً، من كلية الشريعة في جامعة أم القرى سنة 1985م.

### شيوخه
تتلمذ على يد العديد من العلماء والفقهاء ومنهم:
- الشيخ العلامة محمد المختار الشنقيطي.
- الشيخ الفقيه الدكتور عبد الوهاب أبو سليمان عضو هيئة كبار العلماء السعودية.
- الشيخ العلامة عبد الله الغنيمان
- الشيخ الدكتور محمود ميرة الشامي
- الشيخ الدكتور محمود الطحان
- الشيخ أبو بكر الجزائري
- الشيخ عبد المحسن العباد
- الشيخ عبد القادر شيبة الحمد
- الشيخ محمد الشال
- الشيخ الدكتور علي جريشة
- الشيخ محمد أمان الجامي
- الشيخ الفقيه الدكتور محمد بن حمود الوائلي
- الشيخ الفقيه الدكتور حسين خلف سليمان الجبوري

## الحياة المهنية
- عمل أستاذ مساعد كلية الدعوة وأصول الدين في جامعة القدس من عام 1985 إلى 1987م.
- ثم أستاذ مساعد قسم الثقافة الإسلامية في كلية التربية بجامعة الملك سعود في الرياض، في الفترة ما بين 1988م - 1991م.
- ثم أستاذ مساعد كلية الدعوة وأصول الدين، جامعة القدس من 1991-1997.
- أستاذ مشارك كلية الدعوة وأصول الدين من 1997م وحتى 2004م.
- أستاذ الفقه والأصول (بروفيسور) / جامعة القدس منذ تشرين أول 2004م.
- رئيس دائرة الفقه والتشريع / كلية الدعوة وأصول الدين / جامعة القدس سابقاً.
- منسق برنامج ماجستير الفقه والتشريع والأصول / كلية الدعوة وأصول الدين / جامعة القدس سابقاً.
- تدريس مساقات في الفقه والأصول في جامعة النجاح الوطنية في نابلس لطلبة الدراسات العليا 1992.
- التدريس في كلية الدعوة والعلوم الإسلامية في أم الفحم. 1991-1994.
- تدريس مساقات البحث العلمي والدلالات وشرح قانون الأحوال الشخصية والاجتهاد لطلبة الماجستير معهد القضاء العالي جامعة الخليل 1997-1999.
- عضو المجلس الأكاديمي لجامعة القدس من 1995 وحتى 1999 سابقاً.
- عضو تحرير مجلة هدى الإسلام منذ 1986 وحتى 2007.
- رئيس هيئة الرقابة الشرعية لشركة بيت المال الفلسطيني (وهي شركة تتعامل وفق أحكام المعاملات الإسلامية) منذ 1994م وحتى سنة 2004م حيث توقفت الشركة عن العمل.
- رئيس هيئة الرقابة الشرعية لبنك الأقصى الإسلامي منذ سنة 1998م وحتى بيع البنك للبنك الإسلامي الفلسطيني سنة 2010م.
- منسق برنامج ماجستير الدراسات الإسلامية المعاصرة جامعة القدس سابقاً.
- عضو مجلس البحث العلمي في جامعة القدس سابقاً.
- عضو مجلس الدراسات العليا في جامعة القدس سابقاً.
- عضو الرقابة الشرعية لشركة التكافل للتأمين الإسلامي.
- رئيس هيئة الرقابة الشرعية للبنك الإسلامي الفلسطيني منذ شباط 2009م وحتى 2020.

## مؤلفاته

غلاف كتاب المسجدُ الأقصى المبارك فضائل وأحكام وآداب

غلاف كتاب فقه التاجر المسلم وآدابه، وقد ترجمه د.ثروت بايندر من جامعة إسطنبول إلى اللغة التركية.

له العديد من المؤلفات والأبحاث الإسلامية الأعمال العلمية وأهمها سلسلة يسألونك، حسب ترتيب النشر:
1. الحقيقة والمجاز في الكتاب والسنة وعلاقتهما بالأحكام الشرعية (رسالة الماجستير)
2. بيان معاني البديع في أصول الفقه (رسالة الدكتوراه)
3. الأدلة الشرعية على تحريم مصافحة المرأة الأجنبية (كتاب)
4. أحكام العقيقة في الشريعة الإسلامية (كتاب)
5. يسألونك الجزء الأول (كتاب)
6. يسألونك الجزء الثاني (كتاب)
7. بيع المرابحة للآمر بالشراء على ضوء تجربة شركة بيت المال الفلسطيني العربي (كتاب)
8. صلاة الغائب دراسة فقهية مقارنة (كتاب)
9. يسألونك الجزء الثالث (كتاب)
10. يسألونك الجزء الرابع (كتاب)
11. يسألونك الجزء الخامس (كتاب)
12. المفصل في أحكام الأضحية (كتاب)
13. شرح الورقات في أصول الفقه لجلال الدين المحلي (دراسة وتعليق وتحقيق)
14. فهارس مخطوطات مؤسسة إحياء التراث الإسلامي ج1
15. الفتاوى الشرعية (1) بالاشتراك (هيئة الرقابة الشرعية لشركة بيت المال الفلسطيني العربي)
16. الفتاوى الشرعية (2) بالاشتراك (هيئة الرقابة الشرعية لشركة بيت المال الفلسطيني العربي)
17. الشيخ العلامة مرعي الكرمي وكتابه دليل الطالب (بحث)
18. الزواج المبكر (بحث)
19. الإجهاض (بحث)
20. مسائل مهمات في فقه الصوم والتراويح والقراءة على الأموات (كتاب)
21. مختصر كتاب جلباب المرأة المسلمة للعلامة المحدث الألباني (كتاب)
22. إتباع لا ابتداع (كتاب)
23. بذل المجهود في تحرير أسئلة تغير النقود للغزي التمرتاشي (دراسة وتعليق وتحقيق)
24. يسألونك الجزء السادس (كتاب)
25. رسالة إنقاذ الهالكين للعلامة محمد البركوي (دراسة وتعليق وتحقيق)
26. الخصال المكفرة للذنوب (يتضمن تحقيق مخطوط للخطيب الشربيني) (كتاب)
27. أحاديث الطائفة الظاهرة وتحريف الغالين وانتحال المبطلين وتأويل الجاهلين (كتاب)
28. التنجيم (بحث بالاشتراك)
29. الحسابات الفلكية (بحث بالاشتراك)
30. يسألونك الجزء السابع (كتاب)
31. المفصل في أحكام العقيقة (كتاب)
32. يسألونك الجزء الثامن (كتاب)
33. يسألونك الجزء التاسع (كتاب)
34. فهرس المخطوطات المصورة ج 2 (الفقه الشافعي) (كتاب)
35. فقه التاجر المسلم وآدابه ، وقد ترجم د. ثروت بايندر من جامعة إسطنبول الكتاب إلى اللغة التركية.
36. يسألونك الجزء العاشر (كتاب)
37. يسألونك الجزء الحادي عشر (كتاب)
38. يسألونك عن الزكاة (كتاب)
39. يسألونك الجزء الثاني عشر (كتاب)
40. فهرس المخطوطات المصورة ج 3 (الفقه الحنفي) (كتاب)
41. يسألونك عن رمضان (كتاب)
42. يسألونك الجزء الثالث عشر (كتاب)
43. فهرس المخطوطات المصورة ج 4 (الحديث النبوي) (كتاب)
44. بيع المرابحة المركبة كما تجريه المصارف الإسلامية في فلسطين (بحث)
45. يسألونك عن المعاملات المالية المعاصرة الجزء الأول (كتاب)
46. يسألونك الجزء الرابع عشر (كتاب)
47. مرجعية الرقابة الشرعية في المصارف الإسلامية (بحث)
48. يسألونك عن المعاملات المالية المعاصرة الجزء الثاني (كتاب)
49. يسألونك الجزء الخامس عشر (كتاب)
50. يسألونك الجزء السادس عشر (كتاب)
51. التأمين الإسلامي (التعاوني أو التكافلي) (بحث)
52. يسألونك عن المعاملات المالية المعاصرة الجزء الثالث (كتاب)
53. يسألونك الجزء السابع عشر (كتاب)
54. فهرس المخطوطات المصورة ج 5 (القرآن الكريم وعلومه) (كتاب)
55. يسألونك الجزء الثامن عشر (كتاب)
56. جواهر القلائد في فضل المساجد لأبي الفتح الدَّجاني دراسة وتحقيق (كتاب)
57. يسألونك الجزء التاسع عشر (كتاب)
58. المسجد الأقصى المبارك فضائل وأحكام وآداب (كتاب)
59. يسألونك الجزء العشرون (كتاب)
60. حكم صلاة الجنازة في المسجد الأقصى المبارك للشيخ إبراهيم الفتياني دراسة وتحقيق.
61. يسألونك عن صلاة الجمعة (كتاب)
62. يسألونك عن المعاملات المالية المعاصرة الجزء الرابع (كتاب)
63. رسالة” هِدايةُ المُبْتَدِي لمسألةِ المُقْتَدِي ” لأبي الفتح الدَّجاني دراسة وتحقيق (كتاب)
64. يسألونك الجزء الحادي والعشرون (كتاب)
65. رسالة في أحاديثِ الوعيدِ لمنْ رفعَ رأسَهُ قبل إمامهِ في الصَّلاةِ للشيخ شمس الدين محمد بن بدير المقدسي دراسة وتحقيق وتعليق. (كتاب)
66. يسألونك عن المعاملات المالية المعاصرة الجزء الخامس (كتاب)
67. يسألونك الجزء الثاني والعشرون (كتاب)
68. يسألونك عن قضايا معاصرة في الزكاة (كتاب)
69. يسألونك الجزء الثالث والعشرون (كتاب)

## المقالات
له العديد من المقالات المنشورة في عديد من الجرائد والمواقع الالكترونية والمجلات، منها:
1. تطوير الأعمال المصرفية بما يتفق والشريعة الإسلامية.
2. نظام الأحوال الشخصية بين الثبات والتطور.
3. محدث العصر العلامة الألباني.
4. العلامة الشيخ عبد العزيز بن باز.
5. كسوف الشمس آية من آيات الله.
6. نظرات في البدعة.
7. لمحات في المحافظة على الأوقات.
8. إمام الحرمين الجويني وكتابه الورقات في أصول الفقه.
9. دراسة الأحاديث الواردة في صلاة الغائب.
10. أحكام شرعية في مسائل طبية. مجلة الإشراقة.
11. تعقيب على مقال البنوك وفتوى شيخ الأزهر.
12. وفاة العلامة الشيخ الدكتور محمد سليمان الأشقر رحمة الله عليه
13. (لا أدري الإسلامية) سبقت (لا أعرف الغربية)
14. الشيخ العلامة مرعي بن يوسف الكرمي المقدسي الحنبلي وكتابه دليل الطالب لنيل المطالب
15. الجامعات الفلسطينية بحاجة ماسة للإصلاح والتغيير
16. دعوة إلى تحقيق كتب التراث الإسلامي المطبوعة بدون تحقيق علمي
17. أبحاث ومقالات متفرقة في المجلات والصحف المحلية.
18. مجموعة من المطويات:
19. بدعية الاحتفال بموسم النبي موسى عليه السلام
20. أحكام الحج والعمرة وآداب الحاج والمعـتمر
21. أحكام المسح على الجوربين
22. البدع والمنكرات في العيد
23. شروط جلباب المرأة المسلمة في الكتاب والسنة
24. صفة القبر وأحكامه الشرعية كما وردت في السنة النبوية
25. مخـتصر أحكام الأضحية
26. مختصر أحكام الأضحية والعيد
27. هدي المصطفى صلى الله عليه وسلم عند انحباس المطر وأحكام الجمع بين الصلاتين لعذر المطر
28. القُصَّاص الجدد
29. التأمين الإسلامي
30. مسائل معاصرة في الربا

## روابط خارجية
- الموقع الرسمي للشيخ - شبكة يسألونك
- قائمة بفتاوى الشيخ - موقع طريق الإسلام
- صفحته وقائمة بكتبه قابلة للتحميل - الموسوعة الشاملة
- قائمة بكتبه في مكتبة الملك فهد الوطنية